# James Carew
James Usselman, noto professionalmente come James Carew (Goshen, 5 febbraio 1876 – Londra, 4 aprile 1938), è stato un attore statunitense.

## Filmografia parziale
- Sheba, regia di Cecil M. Hepworth (1919)
- The Kinsman, regia di Henry Edwards (1919)
- Sunken Rocks, regia di Cecil M. Hepworth (1919)
- The Nature of the Beast, regia di Cecil M. Hepworth (1919)
- 12.10, regia di Herbert Brenon (1919)
- The Forest on the Hill, regia di Cecil Hepworth (1919)
- Helen of Four Gates, regia di Cecil Hepworth (1920)
- Alf's Button, regia di Cecil Hepworth (1920)
- Anna the Adventuress, regia di Cecil M. Hepworth (1920)
- Mrs. Erricker's Reputation, regia di Cecil M. Hepworth (1920)
- The Narrow Valley, regia di Cecil Hepworth (1921)
- Tansy, regia di Cecil Hepworth (1921)
- Dollars in Surrey, regia di George Dewhurst e Anson Dyer (1921)
- Wild Heather, regia di Cecil Hepworth (1921)
- Mr. Justice Raffles, regia di Gaston Quiribet (1921)
- Strangling Threads, regia di Cecil M. Hepworth (1923)
- The Naked Man, regia di Henry Edwards (1923)
- Comin' Thro the Rye, regia di Cecil Hepworth (1923)
- One Colombo Night, regia di Henry Edwards (1926)
- The House of Marney, regia di Cecil Hepworth (1927)
- One of the Best, regia di T. Hayes Hunter (1927)
- The Lady of the Lake, regia di James A. FitzPatrick (1928)
- High Treason, regia di Maurice Elvey (1929)
- To Oblige a Lady, regia di H. Manning Haynes (1931)
- La moglie domata (You Made Me Love You), regia di Monty Banks (1933)
- Il dominatore (The Dictator), regia di Victor Saville (1935)
- Who's Your Father, regia di Lupino Lane (1935)
- Royal Cavalcade, registi vari (1935)
- The Mystery of the Mary Celeste, regia di Denison Clift (1935)
- The Tunnel, regia di Maurice Elvey (1935)
- The Secret Voice, regia di George Pearson (1936)
- Wings Over Africa, regia di Ladislao Vajda (1936)
- Trappola d'oro (Thunder in the City), regia di Marion Gering (1937)
- L'ultimo treno da Mosca (Knight Without Armour), regia di Jacques Feyder (1937)
- Jericho, regia di Thornton Freeland (1937)